# 二硫氟化碳
二硫氟化碳是一种化合物，化学式为CSF2。它可以硅烷基三氟甲基硫为原料，经多步反应制得。它可以在三氟甲硫醇亚铜和三甲基碘硅烷的反应中生成。
它水解生成羰基硫和氟化氢。它和四氟哒嗪在氟化铯存在下于乙腈中在−10 °C反应，可以得到5-三氟甲硫基三氟哒嗪或4,5-二(三氟甲硫基)二氟哒嗪。